# 青ドン 花火の極
青ドン～花火の極～（あおどん～はなびのきわみ～）は、2009年10月よりアルゼが開発、エレコ株式会社が販売する5号機のパチスロ機。保安通信協会（保通協）における型式名は「アオドンハナビノキワミ1」。

## 概要
2007年にアルゼから発売された「青ドン」の後継機とされ、前作同様ボーナスによりコインを増やしていくゲーム性となる。天井RTはビッグ後は1000G、ボーナスゲーム後は800Gを超えると発動し、以後はコインが微増する。リール配列は青ドンよりもどちらかと言えば『ハナビ』を意識した作りになっており、伝統のリーチ目も継承。
筐体は、ドンちゃんをイメージした新筐体『ハチマキ筐体』を採用。鉢巻やドンちゃんの髪型を意識したランプを筐体上部に配置し、リールも前作のX筐体よりも大きく見やすくなっている。また、液晶もより美麗になり、花火百景Eのようなリール前面をも覆う全面液晶になっているためフラッシュ演出などの再現も可能となった。液晶演出は基本的に前作を踏襲しているが、新キャラの登場に伴い全く新しい演出内容も楽しめる。前作は4段階設定(1・4・6・H)だったのに対し、今作からは1-6の6段階になっている。

## ゲーム性
ビッグボーナスはドンちゃん図柄揃いのドンビッグ、赤7図柄揃いの赤7ビッグ（375枚を超える払い出しで終了・純増最大364枚）の2種類、レギュラーボーナスはHANABI図柄揃いのボーナスゲーム（8回の入賞で終了・純増最大112枚）の1種類。ビッグチャンスの演出については前作同様いくつかのパターンから選択できる。主にドン（したまち花火祭り）と葉月（ドンちゃんと肝試しデート）の二択であるが、ビッグチャンス終了後100G以内で再びビッグチャンスに当選した場合やRT中でビッグチャンスに当選した場合にスペシャルビッグ（キャラ紹介に加えて専用楽曲が流れる）が選択できる。ビッグボーナス中の技術介入要素も健在しており、1枚役成立時（液晶下部の「たまや～」ランプが点滅）に変則打ちで左リール枠上～上段にHANABI図柄をビタ押しすることで1枚役の入賞を防ぐことができ、結果14枚の得になる。また、今作もビッグボーナス図柄を揃える時、第3停止ボタンを長押しすることでボーナス中の楽曲がボーカル入りに変化する要素もある。
今作から新キャラとして悪屋（七屋のライバル）の親分とそこで働く弥生という女の子が登場している。前作から登場している田吾作も悪屋の花火師として健在。連続演出やビッグボーナス中に活躍する。
重複抽選については、リプレイを含む全役に対応している。中でも、やはり氷が最も期待度の高い小役になっており、入賞ラインが斜めならば重複期待度は50%を超えるとされている。

## クラシックモード
通常の液晶演出を楽しめるモードのほか、「クラシックモード」と称するリール出目・遅れ・予告音・フラッシュ演出がメインのモードが存在する。
液晶画面は「HANABI」のロゴが常に固定表示されており、小役の入賞やフラッシュ演出時など必要最低限の時にしか液晶が変化せず、まさに初代『ハナビ』を継承したゲーム性を取り入れたモードになっている。色での小役告知や液晶上でのボーナス告知が一切なく、フラッシュ演出や出目のみでの判断となるため、ハナビシリーズをあまり知らない人には小役を取りこぼしたりボーナス察知が遅れてメダルロスが多くなる恐れがあるため、コアなファン向きのモードと言える。

## その他
兄弟機として、『青ドン～花火の匠～』が2010年に発売された。基本的な演出内容やリール配列は花火の極と同様だが、ボーナス確率を上げ、ボーナスの単独当選をメインにするなど内部スペックを大幅に変更したことにより、より『ハナビ』に近いゲーム性を高いボーナス確率で遊べるコンセプトになっている。